# آرتور گرومیو
آرتور گرومیو (فرانسوی: Arthur Grumiaux‎؛ فرانسوی: [gʁy'mjo]؛ ۲۱ مارس ۱۹۲۱ – ۱۶ اکتبر ۱۹۸۶) یک موسیقی‌دان و نوازندهٔ ویولن اهل بلژیک بود.
او فراگیری اصول اولیه موسیقی را از سه سالگی آغاز کرد و در سن ۶ سالگی، به «هنرستان موسیقی شارلروآ» رفت و تا ۱۱ سالگی به فراگیری پیانو و ویولن مشغول شد و سپس به «کنسرتواز سلطنتی بروکسل» آمد تا فنون نوازندگی ویولن را در آنجا تکمیل کند.
نخستین اجرای رسمی و حرفه‌ای او در سال ۱۹۴۰ میلادی صورت گرفت که با «ارکستر فیلارمونیک بروکسل»، کنسرتوی فلیکس مندلسون را اجرا کرد.
پادشاه بلژیک «بودوئن» در سال ۱۹۷۳ میلادی، بابتِ خدماتش به موسیقی، لقب «بارون» را به او اعطا کرد.